# Puchar Świata w narciarstwie dowolnym 1987/1988
Puchar Świata w narciarstwie dowolnym 1987/1988 rozpoczął się 11 grudnia 1987 we francuskim Tignes, a zakończył 27 marca 1988 w szwajcarskim Hasliberg. Była to dziewiąta edycja Pucharu Świata w narciarstwie dowolnym. Puchar Świata rozegrany został w 7 krajach i 10 miastach na 3 kontynentach. Najwięcej zawodów odbyło się we Francji, 14 dla mężczyzn i 12 kobiet.
Obrońcą Pucharu Świata wśród mężczyzn był Francuz Éric Laboureix, a wśród kobiet Szwajcarka Conny Kissling. W tym sezonie zarówno Laboureix jak i Kissling obronili tytuły wywalczone w poprzednim sezonie. Dla Kissling był to szósty tytuł z rzędu, dla Laboureix trzeci tytuł z rzędu.
W sezonie 1987/1988 odbyły się igrzyska olimpijskie w Calgary. Były to pierwsze igrzyska na których pojawiło się narciarstwo dowolne. Był to jednak jedynie sport pokazowy więc medali nie przyznawano.

## Konkurencje
- AE = skoki akrobatyczne
- MO = jazda po muldach
- BA = balet narciarski
- KB = kombinacja

## Mężczyźni

### Kalendarz i wyniki
| Lp                                             | Data             | Miejsce      | Konkurencja | Zwycięzca          | 2. miejsce        | 3. miejsce         |
| 1.                                             | 11 grudnia 1987  | Tignes       | MO          | Steve Desovich     | Nelson Carmichael | Lasse Fahlén       |
| 2.                                             | 12 grudnia 1987  | Tignes       | BA          | Rune Kristiansen   | Richard Pierce    | Éric Laboureix     |
| 3.                                             | 13 grudnia 1987  | Tignes       | AE          | Lloyd Langlois     | Didier Méda       | Philippe LaRoche   |
| 4.                                             | 13 grudnia 1987  | Tignes       | KB          | Éric Laboureix     | Alain LaRoche     | Chris Simboli      |
| 5.                                             | 18 grudnia 1987  | La Plagne    | BA          | Rune Kristiansen   | Lane Spina        | Brak danych        |
| 6.                                             | 19 grudnia 1987  | La Plagne    | AE          | Alain LaRoche      | Kris Feddersen    | Didier Méda        |
| 7.                                             | 20 grudnia 1987  | La Plagne    | MO          | Nelson Carmichael  | Éric Berthon      | Martti Kellokumpu  |
| 8.                                             | 20 grudnia 1987  | La Plagne    | KB          | Éric Laboureix     | John Witt         | Chris Simboli      |
| 9.                                             | 8 stycznia 1988  | Mont Gabriel | BA          | Brak danych        | Lane Spina        | Klaus Mühlstein    |
| 10.                                            | 9 stycznia 1988  | Mont Gabriel | MO          | Martti Kellokumpu  | Edgar Grospiron   | Bernard Brandt     |
| 11.                                            | 10 stycznia 1988 | Mont Gabriel | AE          | Jean-Marc Rozon    | Didier Méda       | Alain LaRoche      |
| 12.                                            | 10 stycznia 1988 | Mont Gabriel | KB          | Alain LaRoche      | John Witt         | Éric Laboureix     |
| 13.                                            | 15 stycznia 1988 | Lake Placid  | BA          | Richard Pierce     | Lane Spina        | Dave Walker        |
| 14.                                            | 16 stycznia 1988 | Lake Placid  | MO          | Nelson Carmichael  | Edgar Grospiron   | Steve Desovich     |
| 15.                                            | 17 stycznia 1988 | Lake Placid  | AE          | Jean-Marc Rozon    | Kris Feddersen    | Philippe LaRoche   |
| 16.                                            | 17 stycznia 1988 | Lake Placid  | KB          | Éric Laboureix     | Alain LaRoche     | Chris Simboli      |
| 17.                                            | 22 stycznia 1988 | Breckenridge | BA          | Brak danych        | Rune Kristiansen  | Dave Walker        |
| 18.                                            | 23 stycznia 1988 | Breckenridge | MO          | Hans Engelsen Eide | Nelson Carmichael | Olivier Allamand   |
| 19.                                            | 24 stycznia 1988 | Breckenridge | AE          | Alain LaRoche      | André Ouimet      | Lloyd Langlois     |
| 20.                                            | 24 stycznia 1988 | Breckenridge | KB          | John Witt          | Alain LaRoche     | Chris Simboli      |
| 21.                                            | 29 stycznia 1988 | Inawashiro   | BA          | Brak danych        | Dave Walker       | Roberto Franco     |
| 22.                                            | 30 stycznia 1988 | Inawashiro   | MO          | Martti Kellokumpu  | Edgar Grospiron   | Éric Berthon       |
| 23.                                            | 31 stycznia 1988 | Inawashiro   | AE          | Lloyd Langlois     | André Ouimet      | Jean-Marc Rozon    |
| 24.                                            | 31 stycznia 1988 | Inawashiro   | KB          | Alain LaRoche      | John Witt         | Éric Laboureix     |
| 25.                                            | 5 lutego 1988    | Madarao      | BA          | Brak danych        | Rune Kristiansen  | Richard Pierce     |
| 26.                                            | 6 lutego 1988    | Madarao      | MO          | Bob Aldighieri     | Éric Berthon      | Edgar Grospiron    |
| 15. Zimowe Igrzyska Olimpijskie 1988 – Calgary |                  |              |             |                    |                   |                    |
| 27.                                            | 4 marca 1988     | Oberjoch     | BA          | Brak danych        | Lane Spina        | Chris Simboli      |
| 28.                                            | 5 marca 1988     | Oberjoch     | MO          | Bernard Brandt     | Nelson Carmichael | Éric Berthon       |
| 29.                                            | 6 marca 1988     | Oberjoch     | AE          | Philippe LaRoche   | Lloyd Langlois    | Jean-Marc Rozon    |
| 30.                                            | 6 marca 1988     | Oberjoch     | KB          | Chris Simboli      | John Witt         | Éric Laboureix     |
| 31.                                            | 10 marca 1988    | La Clusaz    | MO          | Bernard Brandt     | Martti Kellokumpu | Nelson Carmichael  |
| 32.                                            | 11 marca 1988    | La Clusaz    | BA          | Brak danych        | Brak danych       | Lane Spina         |
| 33.                                            | 12 marca 1988    | La Clusaz    | AE          | Jean-Marc Rozon    | Lloyd Langlois    | Thomas Überall     |
| 34.                                            | 12 marca 1988    | La Clusaz    | KB          | Éric Laboureix     | John Witt         | Chris Simboli      |
| 35.                                            | 13 marca 1988    | La Clusaz    | AE          | Jean-Marc Rozon    | Philippe LaRoche  | Sonny Schönbächler |
| 36.                                            | 13 marca 1988    | La Clusaz    | KB          | Alain LaRoche      | John Witt         | Scott Ogren        |
| 37.                                            | 18 marca 1988    | Hasliberg    | BA          | Lane Spina         | Brak danych       | Rune Kristiansen   |
| 38.                                            | 19 marca 1988    | Hasliberg    | MO          | Edgar Grospiron    | Jürg Biner        | Nelson Carmichael  |
| 39.                                            | 20 marca 1988    | Hasliberg    | AE          | Jean-Marc Rozon    | Lloyd Langlois    | Philippe LaRoche   |
| 40.                                            | 20 marca 1988    | Hasliberg    | KB          | Chris Simboli      | Alain LaRoche     | John Witt          |

### Klasyfikacje
| Lp. | Zawodnik           | Punkty |
| --- | ------------------ | ------ |
| 1.  | Éric Laboureix     | 56     |
| 2.  | Chris Simboli      | 55     |
| 3.  | Alain LaRoche      | 52     |
| 4.  | John Witt          | 49     |
| 5.  | Scott Ogren        | 32     |
| 6.  | Hermann Reitberger | 25     |
| 7.  | Jean-Marc Rozon    | 24     |
| 7.  | Philippe LaRoche   | 24     |
| 7.  | Nelson Carmichael  | 24     |
| 7.  | Lane Spina         | 24     |

| Lp. | Zawodnik           | Punkty |
| --- | ------------------ | ------ |
| 1.  | Jean-Marc Rozon    | 171    |
| 2.  | Philippe LaRoche   | 168    |
| 3.  | Lloyd Langlois     | 153    |
| 3.  | Kris Feddersen     | 153    |
| 5.  | Jean-Marc Bacquin  | 147    |
| 6.  | Alain LaRoche      | 143    |
| 7.  | Sonny Schönbächler | 133    |
| 8.  | André Ouimet       | 132    |
| 9.  | Didier Méda        | 130    |
| 10. | Thomas Überall     | 113    |

| Lp. | Zawodnik           | Punkty |
| --- | ------------------ | ------ |
| 1.  | Nelson Carmichael  | 168    |
| 2.  | Éric Berthon       | 157    |
| 3.  | Edgar Grospiron    | 155    |
| 4.  | Martti Kellokumpu  | 150    |
| 5.  | Steve Desovich     | 135    |
| 5.  | Bob Aldighieri     | 135    |
| 7.  | Hans Engelsen Eide | 134    |
| 8.  | Bernard Brandt     | 128    |
| 9.  | Lasse Fahlén       | 107    |
| 10. | Petsch Moser       | 100    |

| Lp. | Zawodnik           | Punkty |
| --- | ------------------ | ------ |
| 1.  | Hermann Reitberger | 173    |
| 2.  | Lane Spina         | 166    |
| 3.  | Rune Kristiansen   | 164    |
| 4.  | Richard Pierce     | 157    |
| 4.  | Dave Walker        | 157    |
| 6.  | Chris Simboli      | 150    |
| 7.  | Hubert Sewald      | 129    |
| 7.  | Georg Fürmeier     | 129    |
| 9.  | Klaus Mühlstein    | 127    |
| 10. | Éric Laboureix     | 125    |

| Lp. | Zawodnik          | Punkty |
| --- | ----------------- | ------ |
| 1.  | Alain LaRoche     | 102    |
| 2.  | John Witt         | 99     |
| 3.  | Éric Laboureix    | 98     |
| 4.  | Chris Simboli     | 95     |
| 5.  | Scott Ogren       | 77     |
| 6.  | Heini Baumgartner | 67     |
| 7.  | Robin Wallace     | 56     |
| 8.  | Rafael Herrero    | 50     |
| 9.  | Ginjiro Nakano    | 48     |
| 10. | Chuck Bass        | 32     |
| 10. | Olivier Allamand  | 32     |

## Kobiety

### Kalendarz i wyniki
| Lp                                             | Data             | Miejsce      | Konkurencja | Zwyciężczyni         | 2. miejsce           | 3. miejsce           |
| 1.                                             | 11 grudnia 1987  | Tignes       | MO          | Liz McIntyre         | Conny Kissling       | Hayley Wolff         |
| 2.                                             | 12 grudnia 1987  | Tignes       | BA          | Jan Bucher           | Christine Rossi      | Conny Kissling       |
| 3.                                             | 13 grudnia 1987  | Tignes       | AE          | Sonja Reichart       | Meredith Gardner     | Susanna Antonsson    |
| 4.                                             | 13 grudnia 1987  | Tignes       | KB          | Conny Kissling       | Meredith Gardner     | Melanie Palenik      |
| 5.                                             | 18 grudnia 1987  | La Plagne    | BA          | Christine Rossi      | Jan Bucher           | Conny Kissling       |
| 6.                                             | 19 grudnia 1987  | La Plagne    | AE          | Susanna Antonsson    | Sonja Reichart       | Maria Quintana       |
| 7.                                             | 20 grudnia 1987  | La Plagne    | MO          | Tatjana Mittermayer  | Lise Benberg         | LeeLee Morrison      |
| 8.                                             | 20 grudnia 1987  | La Plagne    | KB          | Conny Kissling       | Melanie Palenik      | Meredith Gardner     |
| 9.                                             | 8 stycznia 1988  | Mont Gabriel | BA          | Conny Kissling       | Jan Bucher           | Christine Rossi      |
| 10.                                            | 9 stycznia 1988  | Mont Gabriel | MO          | LeeLee Morrison      | Petra Moroder        | Tatjana Mittermayer  |
| 11.                                            | 10 stycznia 1988 | Mont Gabriel | AE          | Meredith Gardner     | Anna Fraser          | Hiroko Fujii         |
| 12.                                            | 10 stycznia 1988 | Mont Gabriel | KB          | Conny Kissling       | Meredith Gardner     | Melanie Palenik      |
| 13.                                            | 15 stycznia 1988 | Lake Placid  | BA          | Jan Bucher           | Ellen Breen          | Betsy Reid           |
| 14.                                            | 16 stycznia 1988 | Lake Placid  | MO          | Silvia Marciandi     | Petra Moroder        | Meredith Gardner     |
| 15.                                            | 17 stycznia 1988 | Lake Placid  | AE          | Meredith Gardner     | Anna Fraser          | Carin Hernskog       |
| 16.                                            | 17 stycznia 1988 | Lake Placid  | KB          | Meredith Gardner     | Conny Kissling       | Melanie Palenik      |
| 17.                                            | 22 stycznia 1988 | Breckenridge | BA          | Christine Rossi      | Jan Bucher           | Conny Kissling       |
| 18.                                            | 23 stycznia 1988 | Breckenridge | MO          | Raphaëlle Monod      | LeeLee Morrison      | Tatjana Mittermayer  |
| 19.                                            | 24 stycznia 1988 | Breckenridge | AE          | Carin Hernskog       | Hiroko Fujii         | Jodie Spiegel        |
| 20.                                            | 24 stycznia 1988 | Breckenridge | KB          | Melanie Palenik      | Conny Kissling       | Meredith Gardner     |
| 21.                                            | 29 stycznia 1988 | Inawashiro   | BA          | Christine Rossi      | Jan Bucher           | Conny Kissling       |
| 22.                                            | 30 stycznia 1988 | Inawashiro   | MO          | LeeLee Morrison      | Raphaëlle Monod      | Stine Lise Hattestad |
| 23.                                            | 31 stycznia 1988 | Inawashiro   | AE          | Catherine Lombard    | Carin Hernskog       | Hiroko Fujii         |
| 24.                                            | 31 stycznia 1988 | Inawashiro   | KB          | Meredith Gardner     | Melanie Palenik      | Conny Kissling       |
| 25.                                            | 5 lutego 1988    | Madarao      | BA          | Christine Rossi      | Jan Bucher           | Ellen Breen          |
| 26.                                            | 8 lutego 1988    | Madarao      | MO          | Stine Lise Hattestad | Conny Kissling       | Donna Weinbrecht     |
| 27.                                            | 8 lutego 1988    | Madarao      | AE          | Meredith Gardner     | Sonja Reichart       | Catherine Lombard    |
| 28.                                            | 6 lutego 1988    | Madarao      | KB          | Conny Kissling       | Meredith Gardner     | Melanie Palenik      |
| 15. Zimowe Igrzyska Olimpijskie 1988 – Calgary |                  |              |             |                      |                      |                      |
| 29.                                            | 4 marca 1988     | Oberjoch     | BA          | Christine Rossi      | Jan Bucher           | Conny Kissling       |
| 30.                                            | 5 marca 1988     | Oberjoch     | MO          | Stine Lise Hattestad | Silvia Marciandi     | Petra Moroder        |
| 31.                                            | 6 marca 1988     | Oberjoch     | AE          | Sonja Reichart       | Susanna Antonsson    | Catherine Lombard    |
| 32.                                            | 6 marca 1988     | Oberjoch     | KB          | Conny Kissling       | Meredith Gardner     | Melanie Palenik      |
| 33.                                            | 10 marca 1988    | La Clusaz    | MO          | Raphaëlle Monod      | Stine Lise Hattestad | Tatjana Mittermayer  |
| 34.                                            | 11 marca 1988    | La Clusaz    | BA          | Jan Bucher           | Catherine Lombard    | Conny Kissling       |
| 35.                                            | 12 marca 1988    | La Clusaz    | AE          | Meredith Gardner     | Jodie Spiegel        | Maria Quintana       |
| 36.                                            | 12 marca 1988    | La Clusaz    | KB          | Conny Kissling       | Meredith Gardner     | Melanie Palenik      |
| 37.                                            | 18 marca 1988    | Hasliberg    | BA          | Conny Kissling       | Christine Rossi      | Lucie Barma          |
| 38.                                            | 19 marca 1988    | Hasliberg    | MO          | Tatjana Mittermayer  | Stine Lise Hattestad | Donna Weinbrecht     |
| 39.                                            | 20 marca 1988    | Hasliberg    | AE          | Meredith Gardner     | Hiroko Fujii         | Catherine Lombard    |
| 40.                                            | 20 marca 1988    | Hasliberg    | KB          | Meredith Gardner     | Conny Kissling       | Melanie Palenik      |

### Klasyfikacje
| Lp. | Zawodniczka          | Punkty |
| --- | -------------------- | ------ |
| 1.  | Conny Kissling       | 30     |
| 2.  | Meredith Gardner     | 29     |
| 3.  | Melanie Palenik      | 21     |
| 4.  | Christine Rossi      | 12     |
| 5.  | Jan Bucher           | 11     |
| 6.  | Sonja Reichart       | 10     |
| 6.  | Stine Lise Hattestad | 10     |
| 6.  | Tatjana Mittermayer  | 10     |
| 6.  | Jilly Curry          | 10     |
| ... | ...                  |        |

| Lp. | Zawodniczka       | Punkty |
| --- | ----------------- | ------ |
| 1.  | Meredith Gardner  | 80     |
| 2.  | Sonja Reichart    | 71     |
| 3.  | Catherine Lombard | 64     |
| 3.  | Susanna Antonsson | 64     |
| 5.  | Hiroko Fujii      | 54     |
| 6.  | Anna Fraser       | 53     |
| 7.  | Melanie Palenik   | 52     |
| 8.  | Carin Hernskog    | 47     |
| 9.  | Maria Quintana    | 47     |
| 10. | Dorene Bourque    | 39     |
| 10. | Jodie Spiegel     | 39     |

| Lp. | Zawodniczka          | Punkty |
| --- | -------------------- | ------ |
| 1.  | Stine Lise Hattestad | 72     |
| 1.  | Tatjana Mittermayer  | 72     |
| 3.  | LeeLee Morrison      | 62     |
| 4.  | Raphaëlle Monod      | 61     |
| 5.  | Silvia Marciandi     | 60     |
| 6.  | Petra Moroder        | 58     |
| 7.  | Conny Kissling       | 55     |
| 8.  | Liz McIntyre         | 49     |
| 9.  | Lise Benberg         | 46     |
| 10. | Donna Weinbrecht     | 45     |

| Lp. | Zawodniczka      | Punkty |
| --- | ---------------- | ------ |
| 1.  | Christine Rossi  | 82     |
| 2.  | Jan Bucher       | 80     |
| 3.  | Conny Kissling   | 74     |
| 4.  | Ellen Breen      | 66     |
| 5.  | Lucie Barma      | 58     |
| 6.  | Meredith Gardner | 52     |
| 7.  | Martien Nouwen   | 51     |
| 8.  | Betsy Reid       | 39     |
| 9.  | Julia Snell      | 36     |
| 10. | Ingrid Eigner    | 23     |

| Lp. | Zawodniczka          | Punkty |
| --- | -------------------- | ------ |
| 1.  | Conny Kissling       | 55     |
| 2.  | Meredith Gardner     | 52     |
| 3.  | Melanie Palenik      | 46     |
| 4.  | Jilly Curry          | 35     |
| 5.  | Wasilisa Siemienczuk | 14     |
| 6.  | Sachiyo Kamimura     | 9      |
| 7.  | Lisa Beauregard      | 8      |
| 8.  | Véronique Granier    | 7      |